# 잭 프로스트 (1998년 영화)
잭 프로스트(Jack Frost)는 1998년에 제작한 가족 영화이다. SBS에서 2001년 12월 25일에 방영했다.

## 캐스팅
- 마이클 키턴 - Jack Frost
- 켈리 프레스턴 - Gabby Frost
- 조지프 크로스 - Charlie Frost
- 마크 애디 - Mac Macarther
- 앤드루 로런스 - Tuck Gronic
- 엘리 마리엔탈 - Spencer
- 윌 로스하 - Dennis
- 미카 부럼 - Natalie

## SBS 성우진 (2001년 12월 25일)
- 이정구 - 잭(마이클 키턴)
- 이선 - 개비(켈리 프레스턴)
- 손정아 - 찰리(조지프 크로스)
- 임은정
- 이호인
- 이연희
- 이미자
- 황윤걸
- 손선근
- 배정미
- 우정신
- 윤복성

## 같이 보기
- 크리스마스 영화 목록